# Hotel Noir
Pour plus de détails, voir Fiche technique et Distribution.
Hotel Noir est un film américain réalisé par Sebastian Gutierrez sorti le 9 octobre 2012 aux États-Unis. Actuellement[Quand ?], le film ne bénéficie pas de doublage en version francophone.

## Fiche technique
- Titre : Hotel Noir
- Réalisation : Sebastian Gutierrez
- Scénario : Sebastian Gutierrez
- Montage : Lisa Bromwell et John Wesley Whitton
- Musique : Robin Hannibal et Mathieu Schreyer
- Production : Gato Negro Films et Shangri-La Entertainment
- Pays d'origine :  États-Unis
- Langue : Anglais
- Genre : Néo-noir[1], drame et thriller
- Format : Noir et blanc
- Durée : 97 minutes
- Dates de sortie : 
  - États-Unis : 12 octobre 2012
  - France : date inconnue

## Distribution
- Rufus Sewell : Felix
- Malin Åkerman : Swedish Mary
- Carla Gugino : Hanna Click
- Danny DeVito : Eugene Portland
- Rosario Dawson : Sevilla
- Kevin Connolly : Vance
- Robert Forster : Jim Logan
- Mandy Moore : Evangeline Lundy
- Michael B. Jordan : Leon